# 10 de junho
10 de junho é o 161.º dia do ano no calendário gregoriano (162.º em anos bissextos). Faltam 204 dias para acabar o ano.

## Eventos históricos

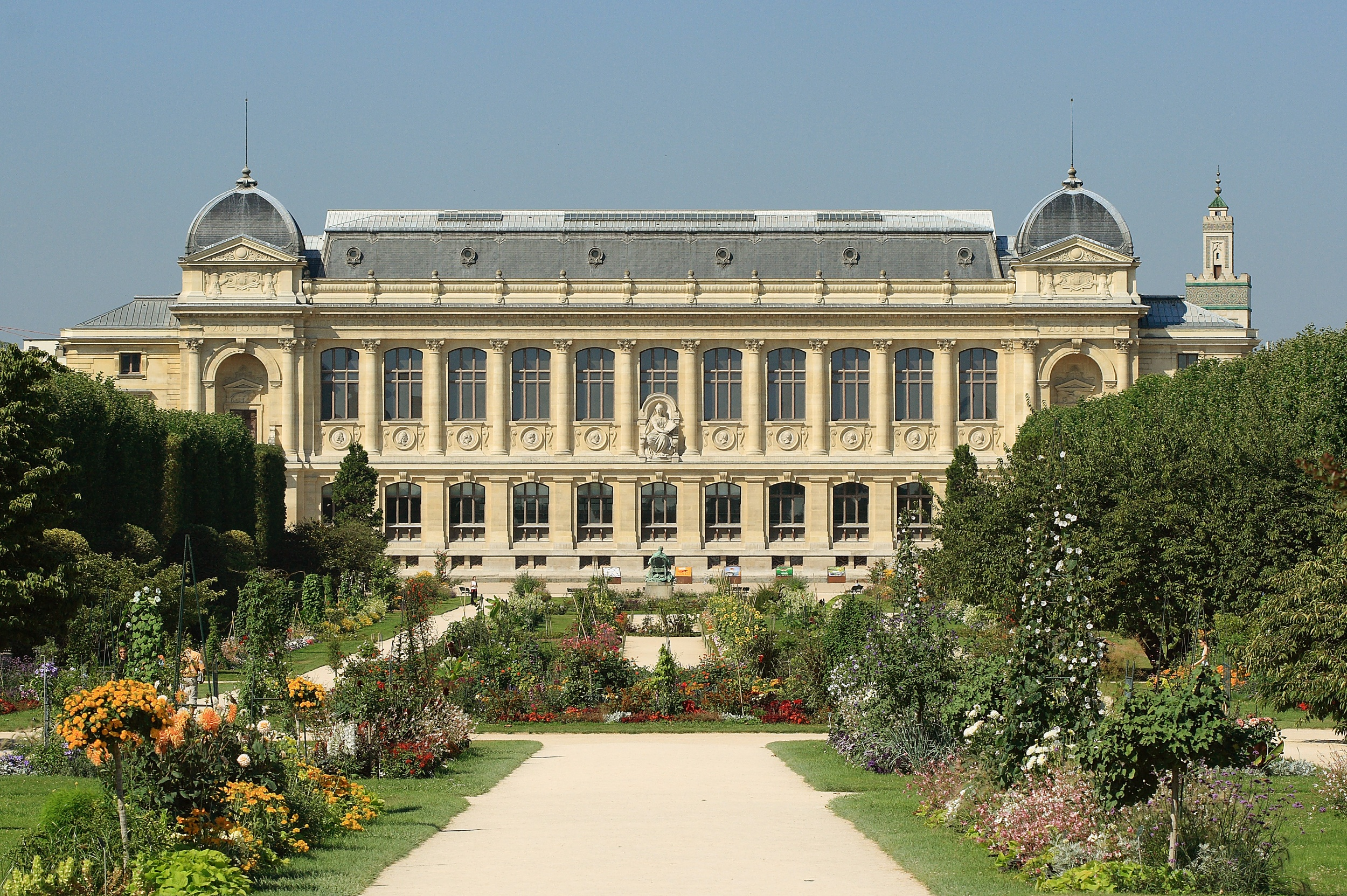
1793: Inauguração do Jardim das Plantas de Paris

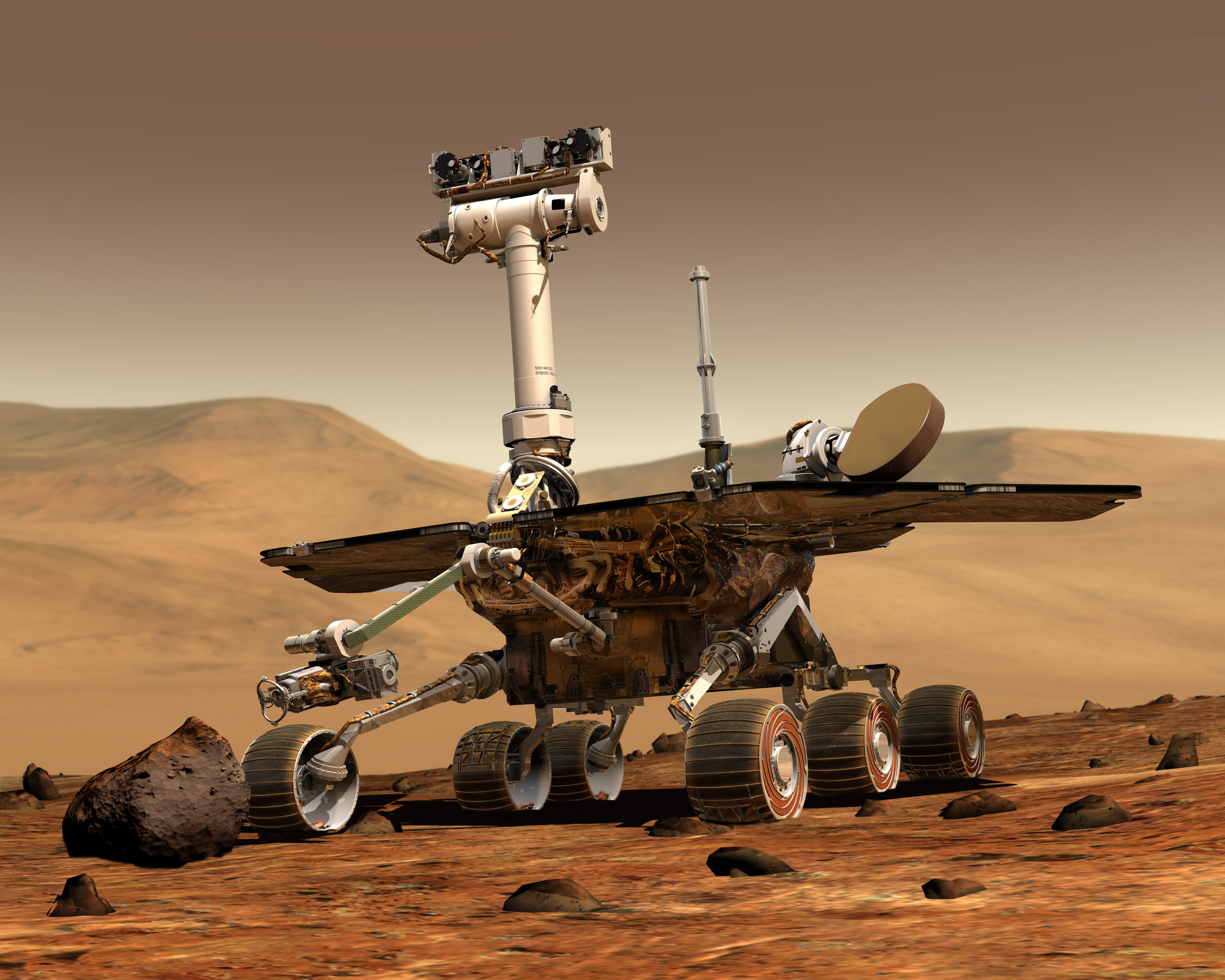
2003: Início da missão Mars Exploration Rovers

- 0671 — O imperador Tenji do Japão introduz um relógio de água (clepsidra) chamado Rokoku. O instrumento, que mede o tempo e indica as horas, está localizado na capital de Ōtsu.
- 1190 — Terceira Cruzada: Frederico I Barbarossa se afoga no rio Saleph - um rio no sul da Turquia - enquanto liderava um exército para Jerusalém.
- 1225 — O Papa Honório III emite a bula Vineae Domini custodes, na qual aprova a missão dos frades dominicanos ao Marrocos.
- 1329 — Batalha de Pelecano resulta em uma derrota bizantina pelo Império Otomano.
- 1521 — Os índios destroem as Missões de Cumaná, na Venezuela.
- 1523 — Copenhague é cercada pelo exército de Frederico I da Dinamarca, pois a cidade não o reconhece como o sucessor de Cristiano II da Dinamarca.
- 1539 — Concílio de Trento: o Papa Paulo III envia cartas aos seus bispos, atrasando o Concílio devido à guerra e à dificuldade que os bispos tiveram em viajar para Veneza.
- 1596 — Willem Barentsz e Jacob van Heemskerk descobrem a Ilha do Urso.
- 1624 — Assinatura do Tratado de Compiègne entre a França e a Holanda.
- 1692 — Bruxas de Salém: Bridget Bishop é enforcada em Gallows Hill, perto de Salem, Massachusetts, por "certas Artes Detestáveis chamadas Feitiçaria & Bruxarias".
- 1719 — Levantes jacobitas: Batalha de Glen Shiel.
- 1782 - O rei Buda Yodfa Chulaloke (Rama I) do Sião (atual Tailândia) é coroado.
- 1786 — Uma barragem provoca um deslizamento de terra no rio Dadu criada por um terremoto dez dias antes desmorona, matando 100 000 pessoas na província de Sichuan, na China.[1]
- 1793
  - O museu Jardim das Plantas é inaugurado em Paris. Um ano depois, torna-se o primeiro zoológico público.
  - Revolução Francesa: após as prisões dos líderes girondinos, os jacobinos conquistam o controle do Comitê de Salvação Pública instalando a ditadura revolucionária.
- 1805 — Guerra de Trípoli: Yusuf Karamanli assina um tratado que encerra as hostilidades entre a Tripolitânia e os Estados Unidos.
- 1829
  - O governador das Províncias Unidas do Rio da Prata cria o Comando Político e Militar das Ilhas Malvinas.
  - Realiza-se a primeira regata entre a Universidade de Oxford e a Universidade de Cambridge no rio Tâmisa em Londres.
- 1842 — Irrompem as Revoltas liberais de 1842 em Barbacena, Minas Gerais, Brasil.
- 1863 — Durante a intervenção francesa no México, a Cidade do México é capturada pelas tropas francesas.[2]
- 1865 — Guerra do Paraguai: travado o combate de São Borja durante o início da invasão paraguaia do Rio Grande do Sul.
- 1868 — Miguel III, Príncipe da Sérvia é assassinado.
- 1871 — Sinmiyangyo: o capitão McLane Tilton lidera 109 fuzileiros navais dos EUA em um ataque naval aos fortes do rio Han na ilha de Kanghwa, na Coreia.
- 1878 — É estabelecida a Liga de Prizren, para se opor às decisões do Congresso de Berlim e do Tratado de San Stefano, como consequência das quais as terras albanesas nos Bálcãs estavam sendo divididas e dadas aos estados vizinhos da Sérvia, Montenegro, Bulgária, e Grécia.
- 1886 — O Monte Tarawera na Nova Zelândia entra em erupção, matando 153 pessoas. As erupções continuam por três meses, criando uma grande fissura de 17 km de comprimento no pico da montanha.[3]
- 1898 — Guerra Hispano-Americana: na Batalha da Baía de Guantánamo, os fuzileiros navais dos Estados Unidos iniciam a invasão americana de Cuba controlada pelos espanhóis.
- 1916 — Revolta Árabe contra o Império Otomano é declarada por Huceine ibne Ali, Xarife de Meca.
- 1918 — O navio de guerra austro-húngaro SMS Szent István afunda na costa da Croácia depois de ter sido torpedeado por uma lancha italiana; o evento é gravado pela câmera de um navio próximo.
- 1924 — Giacomo Matteotti, deputado e secretário geral do Partido Socialista Italiano, é sequestrado e assassinado por um bando fascista em Roma.
- 1933 — Brasil, México e Venezuela retomam as suas relações diplomáticas.
- 1935
  - Dr. Robert Smith toma sua última bebida, e os Alcoólicos Anônimos é fundado em Akron, Ohio, Estados Unidos, por ele e Bill Wilson.
  - Termina a Guerra do Chaco: uma trégua é firmada entre a Bolívia e o Paraguai, que lutavam desde 1932.
- 1940
  - Segunda Guerra Mundial: o Reino de Itália declara guerra à França e ao Reino Unido.
  - Segunda Guerra Mundial: termina a resistência militar à ocupação nazista da Noruega.
- 1942 — Segunda Guerra Mundial: o massacre de Lídice é perpetrado como represália pelo assassinato do Obergruppenführer Reinhard Heydrich.
- 1944
  - Segunda Guerra Mundial: seiscentos e quarenta e dois homens, mulheres e crianças são massacrados em Oradour-sur-Glane, França.
  - Segunda Guerra Mundial: a primeira bomba V-1 alemã é lançada sobre a cidade de Londres.
  - Segunda Guerra Mundial: em Distomo, Beócia, Grécia, 228 homens, mulheres e crianças são massacrados pelas tropas alemãs.
- 1945 — As Forças Imperiais Australianas desembarcam na Baía de Brunei para libertar Brunei.
- 1947 — Saab produz seu primeiro automóvel.
- 1953 — A União Soviética renuncia suas reivindicações sobre os estreitos turcos de Bósforo e Dardanelos.
- 1959 — A China e a União Soviética firmam um acordo nuclear.
- 1960 — O voo 538 da Trans Australia Airlines cai perto do Aeroporto Mackay em Mackay, Queensland, Austrália, matando 29.[4]
- 1964 — Senado dos Estados Unidos interrompe uma obstrução de 75 dias contra o Lei dos Direitos Civis de 1964, que levou à aprovação do projeto.
- 1967 — Término da Guerra dos Seis Dias: Israel e Síria concordam com um cessar-fogo.
- 1980 — Congresso Nacional Africano na África do Sul publica uma convocação para a luta contra a prisão de seu líder Nelson Mandela.
- 1982 — Exército Sírio liderado pelos generais Ali e Habib Mahmood derrotam as Forças de Defesa de Israel perto de Sultan Yacoub, no Líbano, durante a Guerra do Líbano de 1982 resultando em 30 mortos e 3 desaparecidos para as FDI, 10 tanques perdidos e 3 VBTPs destruídos.
- 1985 — Israel retira as suas tropas do Líbano.
- 1990 — Voo British Airways 5390 pousa em segurança no aeroporto de Southampton depois que a quebra de um para-brisa suga parcialmente o capitão Tim Lancaster para fora da aeronave. Não há fatalidades.
- 1992 — Iniciam-se as emissões da RTP Internacional.
- 1993 — Inauguração do Centro Cultural de Belém, em Lisboa.
- 1994 — A China realiza um teste nuclear para a ogiva DF-31 na Área C (Beishan), Lop Nur.[5]
- 1996 — Começam as conversações de paz na Irlanda do Norte sem a participação do Sinn Féin.
- 1997 — Antes de fugir de sua fortaleza no norte, o líder do Khmer Vermelho, Pol Pot, ordena a morte de seu chefe de defesa, Son Sen, e de 11 membros da família de Sen.
- 1999
  - O Ministério da Defesa do Brasil é criado pelo presidente Fernando Henrique Cardoso.
  - Guerra do Kosovo: a OTAN suspende seus ataques aéreos depois que Slobodan Milošević concorda em retirar as forças sérvias de Kosovo.
- 2001 — Papa João Paulo II canoniza a primeira santa do Líbano, Santa Rafqa.
- 2002 — O primeiro experimento de comunicação eletrônica direta entre os sistemas nervosos de dois humanos é realizado por Kevin Warwick no Reino Unido.
- 2003 — Sonda espacial Spirit é lançada, iniciando a missão Mars Exploration Rovers da NASA.
- 2008 — O voo 109 da Sudan Airways cai no Aeroporto Internacional de Cartum, matando 30 pessoas.
- 2017 — Inauguração da Expo 2017 em Astana, no Cazaquistão.

## Nascimentos

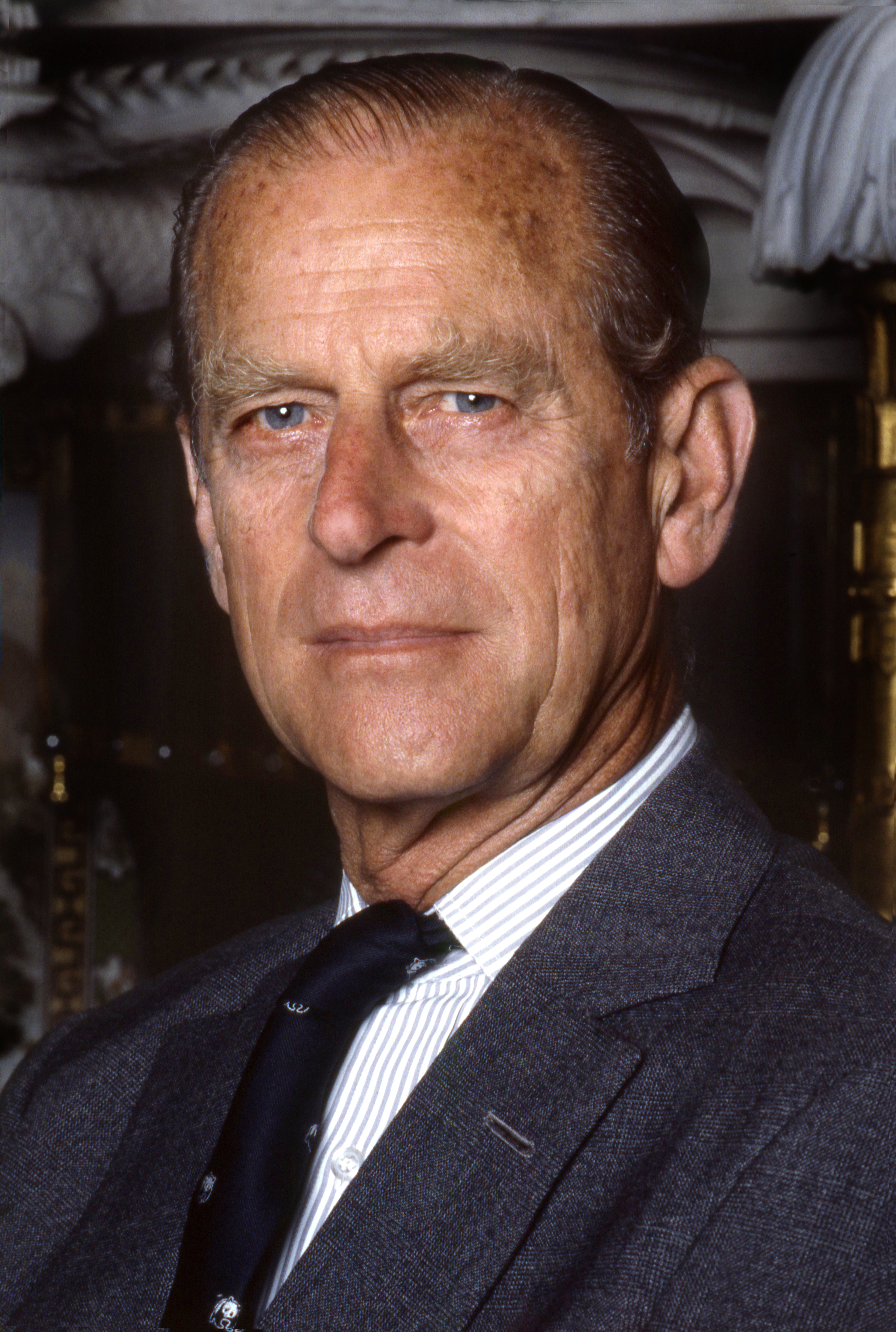
Filipe, Duque de Edimburgo

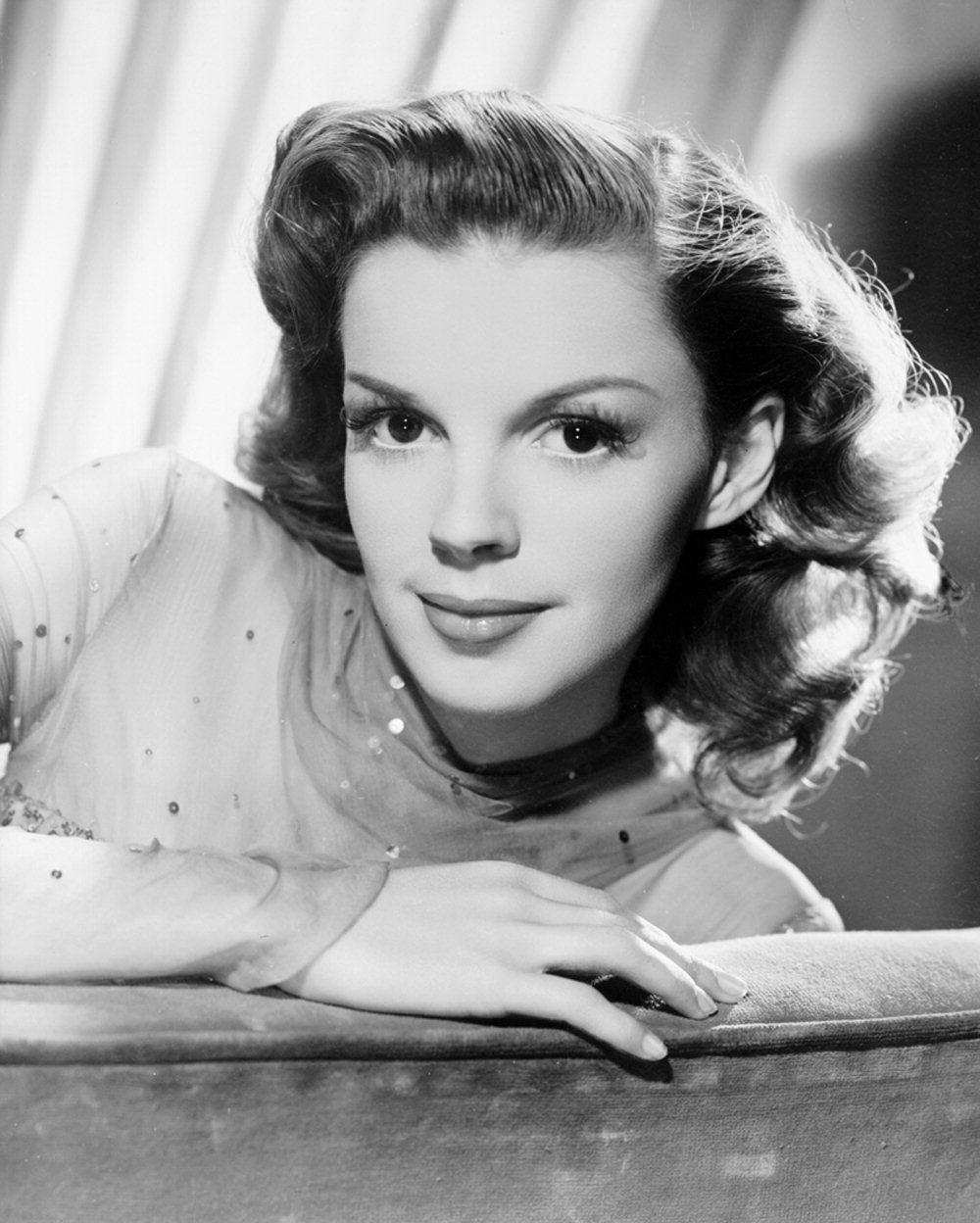
Judy Garland

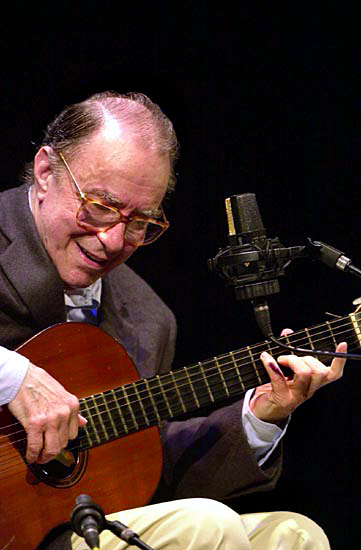
João Gilberto

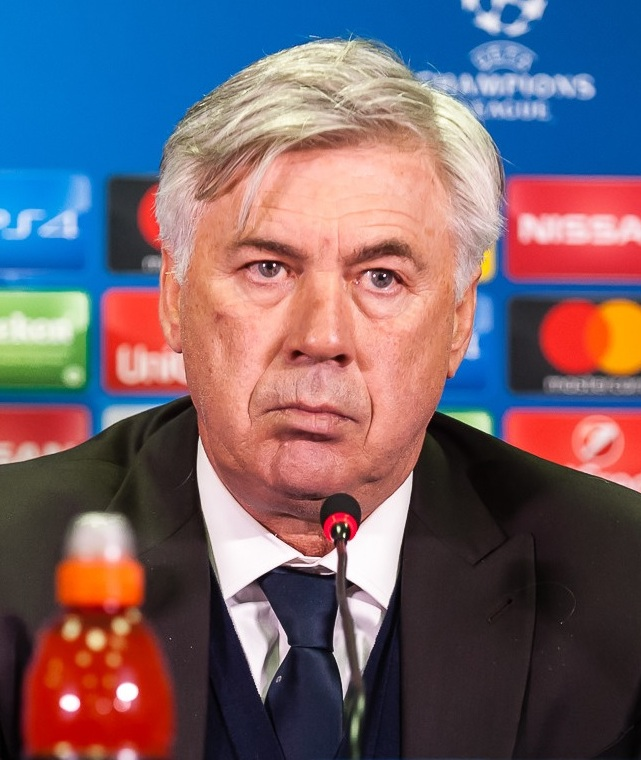
Carlo Ancelotti

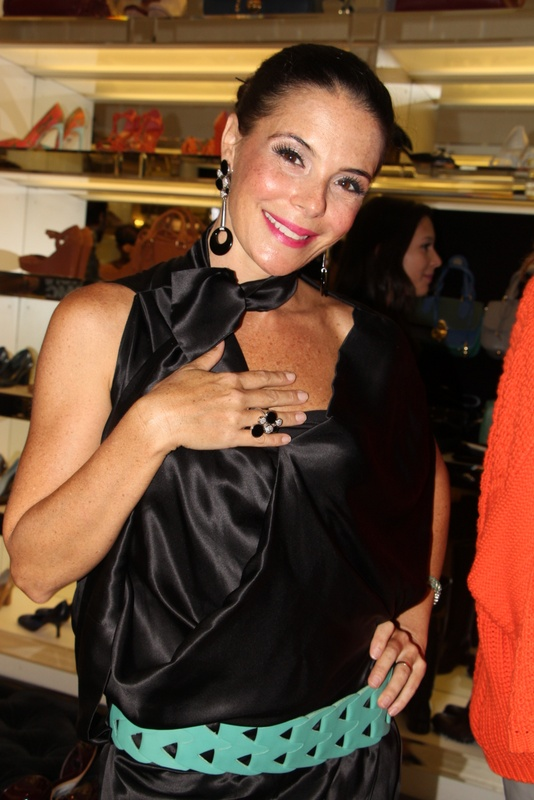
Mylla Christie

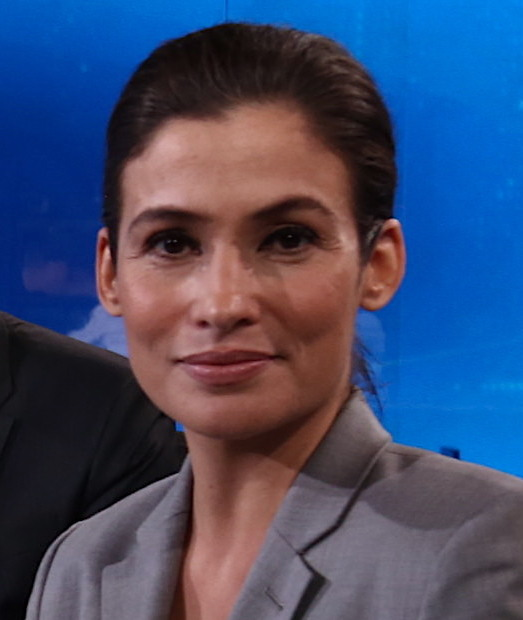
Renata Vasconcellos

### Anterior ao século XIX
- 1453 — Adriano Castellesi, cardeal e escritor italiano (m. 1521).
- 1688 — Jaime Francisco Eduardo Stuart, pretendente ao trono britânico (m. 1766).
- 1700 — Ewald Georg von Kleist, jurista e físico alemão (m. 1748).
- 1713 — Carolina da Grã-Bretanha (m. 1757).
- 1727 — Ernesto Frederico III, Duque de Saxe-Hildburghausen (m. 1780).
- 1759 — Isabella Ingram-Seymour-Conway, Marquesa de Hertford (m. 1834).
- 1782 — Prosper de Barante, político e historiador francês (m. 1866).

### Século XIX
- 1801 — Émile Louis Mallet, militar franco-brasileiro (m. 1886).
- 1803 — Henry Darcy, cientista francês (m. 1858).
- 1815 — James W. Nye, político estadunidense (m. 1876).
- 1819 — Gustave Courbet, pintor francês (m. 1877).
- 1822 — John Jacob Astor III, financista e filantropo estadunidense (m. 1890).
- 1825
  - Hildegarda da Baviera (m. 1864).
  - Sondre Norheim, esquiador norueguês (m. 1897).
- 1832
  - Nicolaus Otto, engenheiro alemão (m. 1891).
  - Jules Vallès, jornalista, político e escritor francês (m. 1885).
- 1835 — Fernando IV da Toscana (m. 1908).
- 1848 — Ferdinand Tiemann, químico alemão (m. 1899).
- 1861 — Pierre Duhem, físico francês (m. 1916).
- 1865 — Frederick Cook, explorador polar e psiquiatra estadunidense (m. 1940).
- 1869 — Constantin Angelescu, político romeno (m. 1948).
- 1876 — Guilherme Ernesto, Grão-Duque de Saxe-Weimar-Eisenach (m. 1923).
- 1880 — André Derain, pintor francês (m. 1954).
- 1886
  - Nair de Tefé, cartunista, cantora e pianista brasileira (m. 1981).
  - Sessue Hayakawa, ator, produtor e diretor de cinema japonês (m. 1973).
- 1887 — Aage da Dinamarca (m. 1940).
- 1892 — Henry Macintosh, atleta britânico (m. 1918).
- 1894 — Igor Constantinovich da Rússia (m. 1918).
- 1895 — Hattie McDaniel, atriz estadunidense (m. 1952).
- 1897 — Tatiana Nikolaevna da Rússia (m. 1918).

### Século XX

#### 1901–1950
- 1902 — Indrasakdi Sachi, rainha da Tailândia (m. 1975).
- 1904 — Lin Huiyin. arquiteta e escritora chinesa (m. 1955).
- 1906 — Mário Corino da Costa de Andrade, humanista e médico português (m. 2005).
- 1910
  - Ramón Zabalo, futebolista espanhol (m. 1967).
  - Howlin' Wolf, guitarrista, cantor e compositor estadunidense (m. 1976).
- 1911 — Ralph Kirkpatrick, musicólogo e cravista estadunidense (m. 1984).
- 1914 — Joseph DePietro, halterofilista estadunidense (m. 1999).
- 1915 — Saul Bellow, escritor canadense (m. 2005).
- 1919 — Haidar Abdel-Shafi, físico palestino (m. 2007).
- 1921
  - Filipe, Duque de Edimburgo (m. 2021).
  - Jean Robic, ciclista francês (m. 1980).
  - Oskar Gröning, militar alemão (m. 2018).
- 1922 — Judy Garland, cantora e atriz estadunidense (m. 1969).
- 1923 — Madeleine LeBeau, atriz francesa (m. 2016).
- 1926
  - Lionel Jeffries, ator britânico (m. 2010).
  - June Haver, atriz estadunidense (m. 2005).
  - Brita Borg, cantora e atriz sueca (m. 2010).
- 1927
  - Johnny Orr, jogador e treinador de basquete estadunidense (m. 2013).
  - László Kubala, futebolista e treinador de futebol húngaro (m. 2002).
- 1928 — Branko Mikulić, político bósnio (m. 1994).
- 1929 — Edward Osborne Wilson, biólogo e entomologista estadunidense (m. 2021).
- 1930 — Carlos Carus, futebolista mexicano (m. 1997).
- 1931 — João Gilberto, músico brasileiro (m. 2019).
- 1935 — Vic Elford, automobilista britânico (m. 2022).
- 1937 — Luciana Paluzzi, atriz italiana.
- 1938 — Violetta Villas, cantora lírica polonesa (m. 2011).
- 1940 — Peter Ryan, automobilista canadense (m. 1962).
- 1941
  - Olívio Dutra, político brasileiro.
  - Jürgen Prochnow, ator alemão.
  - Viana Júnior, humorista brasileiro (m. 2010).
  - Dave Walker, ex-automobilista australiano (m. 2024).
- 1942
  - Willy Allemann, ex-futebolista suíço.
  - Chantal Goya, cantora e atriz francesa.
- 1944 — Alberto Gómez, ex-futebolista uruguaio.
- 1947 — Randy Edelman, compositor estadunidense.
- 1949
  - Mariozinho Rocha, produtor musical e compositor brasileiro.
  - Frankie Faison, ator estadunidense.
  - Daniele Formica, ator, dublador e diretor de teatro italiano (m. 2011).
- 1950
  - Guinga, músico brasileiro.
  - Bernard Bonnejean, escritor e crítico literário francês.

#### 1951–2000
- 1951
  - Laerte Coutinho, cartunista brasileira.
  - Paulo Lelis, radialista brasileiro (m. 2008).
  - Djenane Machado, atriz brasileira (m. 2022).
- 1952
  - António Oliveira, ex-futebolista, treinador de futebol e dirigente esportivo português.
  - Antônio Carlos Secchin, poeta, ensaísta e crítico literário brasileiro.
  - Kage Baker, escritora estadunidense (m. 2010).
- 1954 — Ziad Fazah, linguista libanês.
- 1955
  - Annette Schavan, política alemã.
  - Dorji Wangmo, rainha consorte butanesa.
- 1956
  - Rolandas Paksas, político lituano.
  - Estevam Soares, ex-futebolista e treinador de futebol brasileiro.
- 1957
  - Andrei Bukin, ex-patinador artístico russo.
  - Wilson Santiago, político brasileiro.
  - Nigel Doughty, empresário britânico (m. 2011).
- 1958
  - Bia Lessa, atriz e diretora teatral brasileira.
  - Salah Assad, ex-futebolista argelino.
  - Yu Suzuki, designer de games japonês.
- 1959
  - Carlo Ancelotti, ex-futebolista e treinador de futebol italiano.
  - Eliot Spitzer, político estadunidense.
  - Víctor Cámara, ator venezuelano.
  - Inês Galvão, atriz e empresária brasileira.
- 1960
  - Maxi Priest, músico britânico.
  - Scott McCloud, cartunista estadunidense.
- 1962
  - Carolyn Hennesy, atriz estadunidense.
  - Gina Gershon, atriz estadunidense.
  - Anderson Herzer, escritor e poeta brasileiro (m. 1982).
  - José Serrizuela, ex-futebolista argentino.
- 1963
  - Expedito Júnior, político brasileiro.
  - Jeanne Tripplehorn, atriz estadunidense.
  - René Novotný, ex-patinador artístico tcheco.
  - Vital Borkelmans, ex-futebolista e treinador de futebol belga.
- 1964
  - Stuart McCall, ex-futebolista e treinador de futebol britânico.
  - Kate Flannery, atriz estadunidense.
  - Vincent Pérez, ator e diretor franco-suíço.
  - Ben Daniels, ator britânico.
  - Jimmy Chamberlin, produtor musical, compositor e músico estadunidense.
  - Angelo Gregucci, ex-futebolista e treinador de futebol italiano.
- 1965 — Elizabeth Hurley, atriz e modelo britânica.
- 1966
  - David Platt, ex-futebolista e treinador de futebol britânico.
  - Fabiano Soares, ex-futebolista e treinador de futebol brasileiro.
- 1967 — Heimir Hallgrímsson, ex-futebolista e treinador de futebol islandês.
- 1968
  - The D.O.C., rapper e compositor estadunidense.
  - Denilson Costa, ex-futebolista e treinador de futebol brasileiro-hondurenho.
- 1969
  - Ronny Johnsen, ex-futebolista norueguês.
  - Cosmin Olăroiu, treinador de futebol romeno.
- 1970
  - Chris Coleman, ex-futebolista e treinador de futebol britânico.
  - Katsuhiro Harada, produtor de jogos japonês.
- 1971
  - Mylla Christie, atriz brasileira.
  - Bruno N'Gotty, ex-futebolista francês.
  - Bobby Jindal, político estadunidense.
- 1972
  - Matthew Breeze, ex-árbitro de futebol australiano.
  - Renata Vasconcellos, jornalista brasileira.
  - Francisco Anibio da Silva Costa, ex-jogador de futsal brasileiro.
  - Dirk Hillbrecht, empresário e político alemão.
- 1973
  - Faith Evans, cantora, compositora e atriz estadunidense.
  - Flesh-n-Bone, rapper estadunidense.
- 1974
  - Mariana Kupfer, atriz, cantora e modelo brasileira.
  - Simon Elliott, ex-futebolista neozelandês.
  - Dustin Lance Black, diretor, produtor e roteirista estadunidense.
- 1975 — Nicole Bilderback, atriz estadunidense.
- 1976
  - Mariana Seoane, atriz e cantora mexicana.
  - Stefan Postma, ex-futebolista neerlandês.
- 1977
  - Viktor Goncharenko, treinador de futebol bielorrusso.
  - Georgiana Góes, atriz brasileira.
- 1978
  - Ferdinando Coppola, ex-futebolista italiano.
  - Shane West, cantor, compositor, ator e músico estadunidense.
  - David Chilia, ex-futebolista vanuatuense.
  - Scott Neal, ator britânico.
  - DJ Qualls, ator estadunidense.
- 1980
  - Francelino Matuzalém, ex-futebolista brasileiro.
  - Bambang Pamungkas, ex-futebolista indonésio.
- 1981
  - Ewerthon, ex-futebolista brasileiro.
  - Alejandro Domínguez, ex-futebolista argentino.
  - Jonathan Bennett, ator estadunidense.
  - Andrey Yepishin, ex-velocista russo.
- 1982
  - Tara Lipinski, ex-patinadora artística e atriz estadunidense.
  - Madalena, Duquesa da Helsíngia e Gestrícia.
- 1983
  - Leelee Sobieski, atriz estadunidense.
  - Steve von Bergen, ex-futebolista suíço.
  - Nélson, ex-futebolista português.
  - Ekaterina Lobazniuk, ex-ginasta russa.
  - Pedro Cunha, jogador de vôlei de praia brasileiro.
- 1984
  - Dirk Van Tichelt, judoca belga.
  - Michael Guevara, futebolista peruano.
- 1985
  - Kaia Kanepi, tenista estoniana.
  - Andy Schleck, ex-ciclista luxemburguês.
  - Phenyo Mongala, futebolista botsuanês.
  - Vasilis Torosidis, ex-futebolista grego.
  - Ali Bagautinov, lutador russo de artes marciais mistas.
- 1986
  - Hajime Hosogai, futebolista japonês.
  - Marco Andreolli, futebolista italiano.
- 1987
  - Achille Rouga, futebolista beninense.
  - Martin Harnik, futebolista austríaco.
- 1988
  - Kelly Vitz, atriz estadunidense.
  - Jack Hermansson, lutador sueco de artes marciais mistas.
- 1989
  - Alexandra Stan, cantora romena.
  - El Fardou Ben Nabouhane, futebolista comorense.
- 1990 — Tristin Mays, atriz estadunidense.
- 1991
  - Juan Jesus, futebolista brasileiro.
  - Pol Espargaró, motociclista espanhol.
- 1992
  - Kate Upton, modelo e atriz estadunidense.
  - Jerry Obiang, futebolista gabonês.
  - Luís Martins, futebolista português.
- 1993
  - Jonás Ramalho, futebolista hispano-angolano.
  - Scott McLaughlin, automobilista neozelandês.
- 1994 — Tyrone Wallace, jogador de basquete estadunidense.
- 1996 — Eric Granado, motociclista brasileiro.
- 1997 — Matheus Iorio, automobilista brasileiro.
- 1999
  - Rafael Leão, futebolista português.
  - Blanche, cantora e compositora belga.
  - Ona Batlle, futebolista espanhola.
  - Bento, futebolista brasileiro.
- 2000 — Deividas Sirvydis, jogador de basquete lituano.

### Século XXI
- 2004 — Duda Batsow, atriz brasileira.

## Mortes

### Anterior ao século XIX
- 323 a.C. — Alexandre, o Grande  (n. 356 a.C.).
- 0038 — Drusila, irmã do imperador Calígula (n. 16).
- 0871 — Eudo I de Troyes (n. ?).
- 0838 — Ziadete Alá I, emir aglábida de Ifríquia (n. ?).
- 1075 — Ernesto, Marquês da Áustria (n. 1027).
- 1141 — Ricarda de Northeim, rainha da Germânia e imperatriz (n. 1085)).
- 1190 — Frederico I do Sacro Império Romano-Germânico (n. 1122).
- 1364 — Inês da Áustria, Rainha da Hungria (n. 1281).
- 1424 — Ernesto, Duque da Áustria (n. 1377).
- 1552 — Alexander Barclay, poeta e clérigo escocês (n. 1476).
- 1556 — Martin Agricola, compositor, teórico e pedagogo musical alemão (n. 1486).
- 1580 — Luís de Camões, poeta português (n. 1524).
- 1649 — Giulio Alenio, jesuíta missionário e erudito italiano (n. 1582).
- 1654 — Alessandro Algardi, escultor e arquiteto italiano (n. 1595).
- 1776 — Hsinbyushin, rei birmanês (n. 1736).

### Século XIX
- 1811 — Carlos Frederico, Grão-Duque de Baden (n. 1728).
- 1836 — André-Marie Ampère, físico e matemático francês (n. 1775).
- 1858 — Robert Brown, botânico e físico britânico (n. 1773).
- 1868 — Miguel III da Sérvia (n. 1823).
- 1898 — Tuone Udaina, último falante da língua dálmata (n. 1823).
- 1899 — Ernest Chausson, compositor francês (n. 1855).

### Século XX
- 1923 — Pierre Loti, escritor e militar francês (n. 1850).
- 1926 — Antoni Gaudí, arquiteto espanhol (n. 1852).
- 1967 — Spencer Tracy, ator estadunidense (n. 1900).
- 1981 — Nair de Tefé, cartunista, cantora e pianista brasileira (n. 1886).
- 1982 — Rainer Werner Fassbinder, escritor e cineasta alemão (n. 1945).
- 1996 — Jo Van Fleet, atriz estadunidense (n. 1914).
- 2000
  - Hafez al-Assad, político sírio (n. 1928).
  - Rômulo Arantes, ator e nadador brasileiro (n. 1957).

### Século XXI
- 2002 — Vicente Sampaio, escritor brasileiro (n. 1929).
- 2003 — Bernard Williams, filósofo britânico (n. 1929).
- 2004
  - Lino de Carvalho, político português (n. 1946).
  - Xenofón Zolótas, político e economista grego (n. 1904).
  - Ray Charles, cantor e pianista estadunidense (n. 1930).
  - Rosinha de Valença, compositora e violonista brasileira (n. 1941).
- 2008
  - Mariemma, bailarina e coreógrafa espanhola (n. 1917).
  - Chinghiz Aitmatov, escritor quirguiz (n. 1928).
- 2009 — Hélio Eduardo Afonso, humorista brasileiro (n. 1970).
- 2013 — Louis-Paul Mfédé, futebolista camaronês (n. 1961).
- 2014 — Marcello Alencar, político brasileiro (n. 1925).
- 2016 — Christina Grimmie, cantora norte-americana (n. 1994).
- 2021 — Neno, futebolista português (n. 1962).
- 2023 — Theodore Kaczynski, ecoterrorista americano (n. 1942).
- 2025 — Harris Yulin, ator americano (n. 1937).

## Feriados e eventos cíclicos

### Brasil
- Aniversário do município de Foz do Iguaçu — PR.
- Dia da Artilharia.
- Dia do Faturista Hospitalar

### Igreja Católica
- Anjo da Paz de Portugal
- Getúlio de Roma
- Leonardo Melki
- Thomas Saleh

### Portugal
- Dia de Portugal, de Camões e das Comunidades Portuguesas

### Reino Unido
- Dia de celebração do movimento Jacobitista. Dia da rosa branca (white rose day), no aniversário do pretendente ao trono britânico (caso tivesse sido rei seria Jaime III de Inglaterra (VIII da Escócia)).

## Outros calendários
- No calendário romano era o 4.º dia (IV) antes dos idos de junho.
- No calendário litúrgico tem a letra dominical G para o dia da semana.
- No calendário gregoriano a epacta do dia é xvii.